# Europees kampioenschap zaalhockey mannen 2018
Het Europees kampioenschap zaalhockey 2018 was een door de European Hockey Federation (EHF) georganiseerd kampioenschap voor zaalhockeyers. De 18e editie van het Europees kampioenschap vond plaats van 12 tot 14 januari 2018 in de Lotto Arena te Antwerpen.

## Groepsfase

### Groep A
| Land       | Wed | Win | Gel | Ver | DV | DT | +/- | Pnt |
| ---------- | --- | --- | --- | --- | -- | -- | --- | --- |
| Duitsland  | 3   | 3   | 0   | 0   | 23 | 3  | +20 | 9   |
| Polen      | 3   | 2   | 0   | 1   | 14 | 13 | +1  | 6   |
| Tsjechië   | 3   | 1   | 0   | 2   | 12 | 12 | 0   | 3   |
| Denemarken | 3   | 0   | 0   | 3   | 5  | 26 | -21 | 0   |

12 januari 2018
| Polen     | 10 - 3 | Denemarken |
| Duitsland | 8 - 1  | Tsjechië   |
| Tsjechië  | 9 - 1  | Denemarken |
| Polen     | 1 - 8  | Duitsland  |

13 januari 2018
| Duitsland | 7 - 1 | Denemarken |
| Tsjechië  | 2 - 3 | Polen      |

### Groep B
| Land        | Wed | Win | Gel | Ver | DV | DT | +/- | Pnt |
| ----------- | --- | --- | --- | --- | -- | -- | --- | --- |
| België      | 3   | 2   | 1   | 0   | 10 | 5  | +5  | 7   |
| Oostenrijk  | 3   | 1   | 2   | 0   | 10 | 5  | +5  | 5   |
| Rusland     | 3   | 1   | 1   | 1   | 7  | 10 | -3  | 4   |
| Zwitserland | 3   | 0   | 0   | 3   | 4  | 11 | -7  | 0   |

12 januari 2018
| Oostenrijk  | 5 - 0 | Zwitserland |
| Rusland     | 1 - 5 | België      |
| Rusland     | 2 - 2 | Oostenrijk  |
| Zwitserland | 1 - 2 | België      |

13 januari 2018
| Zwitserland | 3 - 4 | Rusland |
| Oostenrijk  | 3 - 3 | België  |

## Vijfde tot achtste plaats
De punten uit de eerste ronde tegen het andere team werden overgenomen. De 2 landenteams die het laagste eindigen degraderen naar het EK II.
| Land        | Wed | Win | Gel | Ver | DV | DT | +/- | Pnt |
| ----------- | --- | --- | --- | --- | -- | -- | --- | --- |
| Tsjechië    | 3   | 3   | 0   | 0   | 17 | 6  | +11 | 9   |
| Rusland     | 3   | 2   | 0   | 1   | 12 | 9  | +3  | 6   |
| Zwitserland | 3   | 1   | 0   | 2   | 11 | 11 | 0   | 3   |
| Denemarken  | 3   | 0   | 0   | 3   | 6  | 20 | -14 | 0   |

13 januari 2018
| Denemarken | 3 - 6 | Zwitserland |
| Tsjechië   | 4 - 3 | Rusland     |

14 januari 2018
| Rusland  | 5 - 2 | Denemarken  |
| Tsjechië | 4 - 2 | Zwitserland |

## Halve finale
13 januari 2018
| België    | 7 - 3       | Polen      |
| Duitsland | 2 - 2 (3-4) | Oostenrijk |

## Troostfinale
14 januari 2018
| Polen | 8 - 9 | Duitsland |

## Finale
14 januari 2018
| België | 4 - 4 (1-2) | Oostenrijk |